# СТЗ-5-НАТИ
СТЗ-5-НАТИ (СТЗ-НАТИ 2ТВ, СТЗ-5 «Сталинец») — гусеничный тягач, выпускавшийся в СССР, на Сталинградском тракторном заводе в 1937—1942 на базе трактора СХТЗ-НАТИ.

## История
Всего произведено 9944 трактора СТЗ-5-НАТИ, в том числе до начала Великой Отечественной войны 3438 единиц. В начальный период ВОВ на шасси СТЗ-5 устанавливался гвардейский реактивный миномёт БМ-13-16 «Катюша».
9 мая 2015 года в городе Новомосковск Тульской области «Катюша» 12-го отдельного гвардейского миномётного дивизиона реактивной артиллерии прошла своим ходом на параде, посвящённом 70-летию Победы в Великой Отечественной войне.

## Технические характеристики
- Число мест в кабине 2
- Число мест в кузове 8
- Длина, мм 4150
- Ширина, мм 1855
- Высота (по кабине), мм 2360
- База опорных катков, мм 1795
- Колея (по серединам гусениц), мм 1435
- Ширина гусениц, мм 310
- Шаг трака гусеницы, мм 86
- Дорожный просвет, мм 288
- Двигатель «1МА», 4-цилиндровый, 52-56 л.с.
- Коробка передач 5 вперёд и 2 назад
- Снаряжённая масса с экипажем без груза, кг 5840
- Грузоподъёмность платформы, кг 1500
- Масса прицепа, кг 4500
- Среднее удельное давление на грунт с грузом на платформе, кг/см² 0,64
- Топливо, л: керосин или лигроин — 148, бензин или петрол — 14
- Запас хода по шоссе, км без прицепа, км 145 (9 ч)
- Макс. скорость по шоссе, км/ч до 22
- Предельный допустимый преодолеваемый по твёрдому грунту без прицепа, град. 40
- Максимальный преодолеваемый подъём по сухой грунтовой дороге с грузом и общей массой прицепа 7000 кг, град. 17
- Часовой расход топлива при движении по шоссе, кг: без прицепа — 10, с прицепом — 12
- Минимальный расход топлива на 1 км пути (на 5-й передаче) по шоссе, кг: 0,8